# Trommgranit

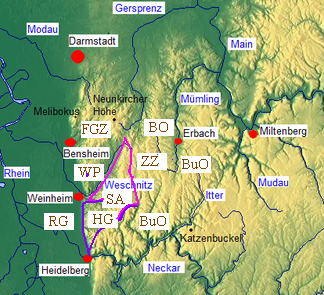
Trommgranit des Kristallinen Odenwaldes (Pinklinie) und angrenzende geologische Gebiete: Weschnitzpluton (WP), Schollenagglomerat (SA), Heidelberger Granit (HG, violett gerahmt), Rheingraben (RG), Zwischenzone (ZZ) und Buntsandstein-Odenwald (BuO). Weitere Einheiten:Flasergranitoidzone (FGZ), Böllsteiner Odenwald (BO), Frankenstein-Komplex

Der Trommgranit ist das Tiefengestein, das den namengebenden Höhenzug zwischen Reichelsheim und Weinheim aufbaut. Als Trommgranit wird dabei auch der Pluton bezeichnet, der zusammen mit dem Heidelberger Granit im südlichen Teil des Kristallinen Odenwalds
den Abschluss gegenüber der östlichen Gneiszone und den auf ihr lagernden Buntsandsteinstufen bildet. Er besteht im Wesentlichen aus Biotitgraniten, die im Unterkarbon vor etwa 320 Millionen Jahren auskristallisierten, und repräsentiert somit eine der letzten Intrusionsphasen der Variszischen Gebirgsbildung, deren Ursachen und Verlauf unter Geologie des Odenwaldes skizziert sind.

## Der Biotitgranit
Der Granit der Tromm mit seinen charakteristischen großen rötlichen Einsprenglingen (= porphyrartiger Granit pG) setzt sich vor allem aus den hellen Gemengeteilen Quarz, Kalifeldspat und Kalknatronfeldspat (Plagioklas) zusammen. Die durchschnittliche mineralogische Zusammensetzung liegt bei etwa 35–40 % Plagioklas, 30–35 % Quarz, 25–35 % Kalifeldspat und 5–10 % Biotit (dunkler Glimmer) und ähnelt der des →Heidelberger Granits, der etwa 10 % weniger Quarz und etwas mehr Kalifeldspat enthält.

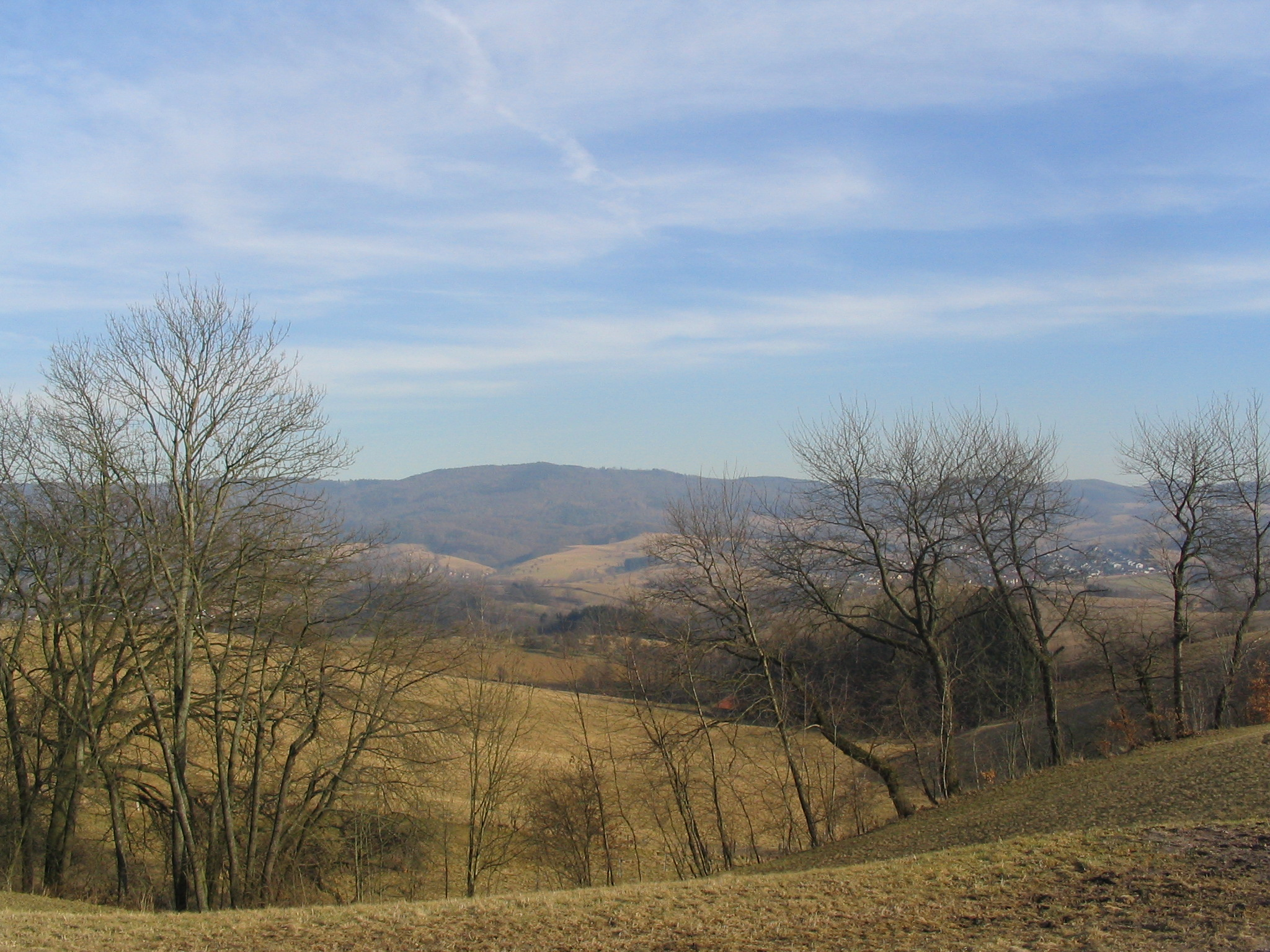
Trommgranit-Gebirgszug (entspricht ungefähr dem Waldgebiet) und davor liegende Hügel und Täler im Weschnitzpluton (vom Harzofen aus)

Nicht nur am westlichen Trommhang zwischen Schimbach und Rohrbach (Mörlenbach), sondern auch auf dem Bergrücken von Scharbach (Grasellenbach) bis Ober-Abtsteinach wurde der Biotitgranit durch jüngere aplitartige Granitintrusionen (G2) durchtrümmert. Diese Nachschübe weisen kaum Biotit, weniger Plagioklas und mehr Kalifeldspat auf als der Tromm pG.
Solche Formationen sind noch in Steinbrüchen aufgeschlossen, in denen der Biotitgranit für Bausteine sowie Straßenschotter abgebaut wurde: vor allem an beiden Hängen der Tromm z. B. am Borstein bei Zotzenbach, am Gärtnerskopf Ober-Mengelbach oder bei Scharbach.

## Tektonische Prozesse
Durch die Kontinentalverschiebung drifteten in der Devon- und Karbon-Zeit (vor etwa 380-320 Mio. Jahren) in einem Meeresgebiet zwischen einem großen Nord- und einem Südkontinent Krustenblöcke (Terrane) und Inseln aufeinander zu. Infolge der Zusammenschiebungen wurden einmal Gesteine tief in die Erdkruste versenkt (Subduktion) und in ca. 15 Kilometer Tiefe aufgeschmolzen, zum Zweiten – zusammen mit Magmagesteinen – langsam wieder in die Erdkruste hochgedrückt, wo sie im Laufe von 60 Millionen Jahren allmählich abkühlten und auskristallisierten. So entstand das Variszische Gebirge, zu dem der Odenwald zählt.
Der Trommgranit intrudierte in der Spätphase der Gebirgsbildung. Durch Biotitanalyse ist das Ausklingen variskischer Einflüsse großräumig auf 322 Millionen Jahre datiert, die Abkühlung des Bergsträßer Odenwalds wird bei 329 Millionen Jahren angenommen. Die Daten für die südlichen Tromm- und Heidelberggranite sowie der Aplitgranite (318 bzw. 320 Mio. Jahre) deuten auf regionale und lokale jüngere Intrusionen hin. Durch diese Prozesse ergibt sich ein, im Vergleich zum Weschnitzpluton (s. u.), in der Gesteinszusammensetzung und -bildung uneinheitliches Gebiet mit Mischzonen zu den benachbarten Formationen:

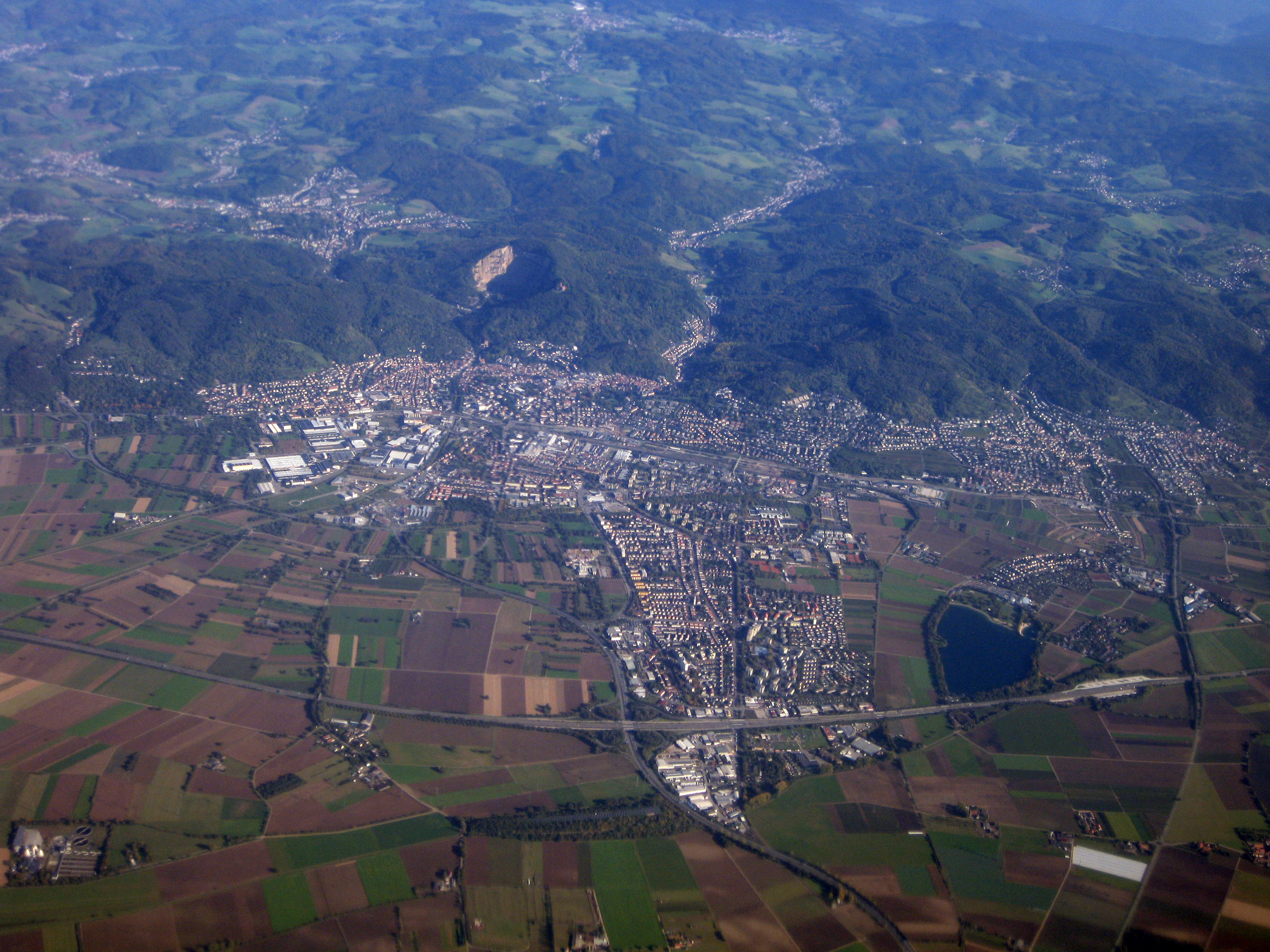
Luftbild vom Grabenbruchrand bei Weinheim und dem Vorderen Odenwald: links die Weschnitzpluton-Einheit mit Saukopf-Gebirgsrücken und Birkenauer und Reisener Weschnitztal (links): Die östlich der Talgemeinden verlaufenden Hänge und Bergrücken, beginnend hinter dem Rhyolith-Steinbruch des Wachenberges, werden durch Trommgranit, vermischt mit anderen Granitoiden und Gneisen gebildet. Das Gebiet des Heidelberger Granits mit eingeschlossenen Granitoid- und Schiefergneisschollen beginnt rechts des Grundelbachtals/Gorxheimertals (Bildmitte)

- Gegen Westen, Norden und Osten (s. Karte) setzt sich der Trommgranit als relativ einheitliche Biotitgranitmasse gegenüber älteren Formationen ab, allerdings mit Verzahnungen und fließenden Übergängen, die durch Kontaktmetamorphose entstandenen sind.
- An seiner nördlichen Spitze (im Gebiet Kohlwald nördlich des Weschnitzdurchbruchs) trifft der Trommgranit auf den Weschnitzpluton sowie auf eine Gneis-Zwischenzone.[12]
- Von diesem Schnittpunkt aus über Hammelbach bis südlich Scharbachs bildet die Gneis-Zwischenzone am Osthang des Trommrückens die Ostgrenze des Biotitgranits. Dieser schmale Streifen, der bis Aschbach nachweisbar ist, markiert eine alte Störungszone, die NNE verlaufende Otzbergspalte, die sich vom Otzberg – über Wald-Michelbach – nach Süden bis zur Oberrheingraben-Grenze Heidelberg-Karlsruhe fortsetzt und den westlichen Rand des Böllsteiner Gneises bildet, der im Überwald größtenteils unter der Buntsandsteindecke versteckt liegt (Weiters unter Geologie des Odenwaldes). An dieser Linie schob sich durch die Kontinentaldrift der westliche Bergsträßer Odenwald an den 50 Millionen Jahre älteren östlichen →Böllsteiner-Gneis-Odenwald.[13][14] Nach der Theorie der Kontinentaldrift ist bei dieser letzten Phase der Kollision zweier Zwergkontinente bzw. Inseln der Trommgranit intrudiert und hat den Bergsträßer- mit dem Böllstein Odenwald verschweißt.
- Südlich von Scharbach grenzt der Trommgranit an die Buntsandsteinstufe (s. auch →Buntsandstein-Odenwald), die von Affolterbach, Aschbach bis Heddesbach in der Störungszone entlang des Ulfenbachtals verläuft, dann bogenförmig südwestlichen bis Heidelberg ausschwingt und dadurch die Granite bedeckt. (Weiters unter Geologie des Odenwaldes)
- Im Norden und Westen schließt sich der ältere, vor etwa 333 bis 329 Millionen Jahren auskristallisierte, →Weschnitzpluton an. Die Grenze verläuft, in relativ deutlicher Trennung, in südwestlicher Richtung an den Hängen des Trommrückens östlich der Weschnitztalgemeinden bis Weiher.[15][16][17]
- Zwischen Weiher und Weinheim wird die Grenzziehung schwierig: Durch die Tektonik wurden Trommgranit-Schollen, u. a. bei Zotzenbach und Mörlenbach, zertrümmert (mylonitisiert). Ähnliche zermahlene und wieder zu Gesteinen verfestigte Granitbestände findet man am Osthang des Bergrückens bei Weschnitz, Hammelbach und Scharbach (s. o. Otzbergspalte).[18]
- Um Weiher-Vöckelsbach-Ober-Mengelbach vermischen sich granitische Gesteine mit umgewandelten Altbeständen aus der Zeit vor der variszischen Gebirgsbildung, z. B. Biotit-Plagioklas-Gneis-Schollen – früher als Amphibolit bezeichnet. Im alten Steinbruch Am Gärtnerskopf (Ober-Mengelbach) sind solche Intrusionen des Trommgranits in den Gneis aufgeschlossen (Bilder s. u.)[19][14]

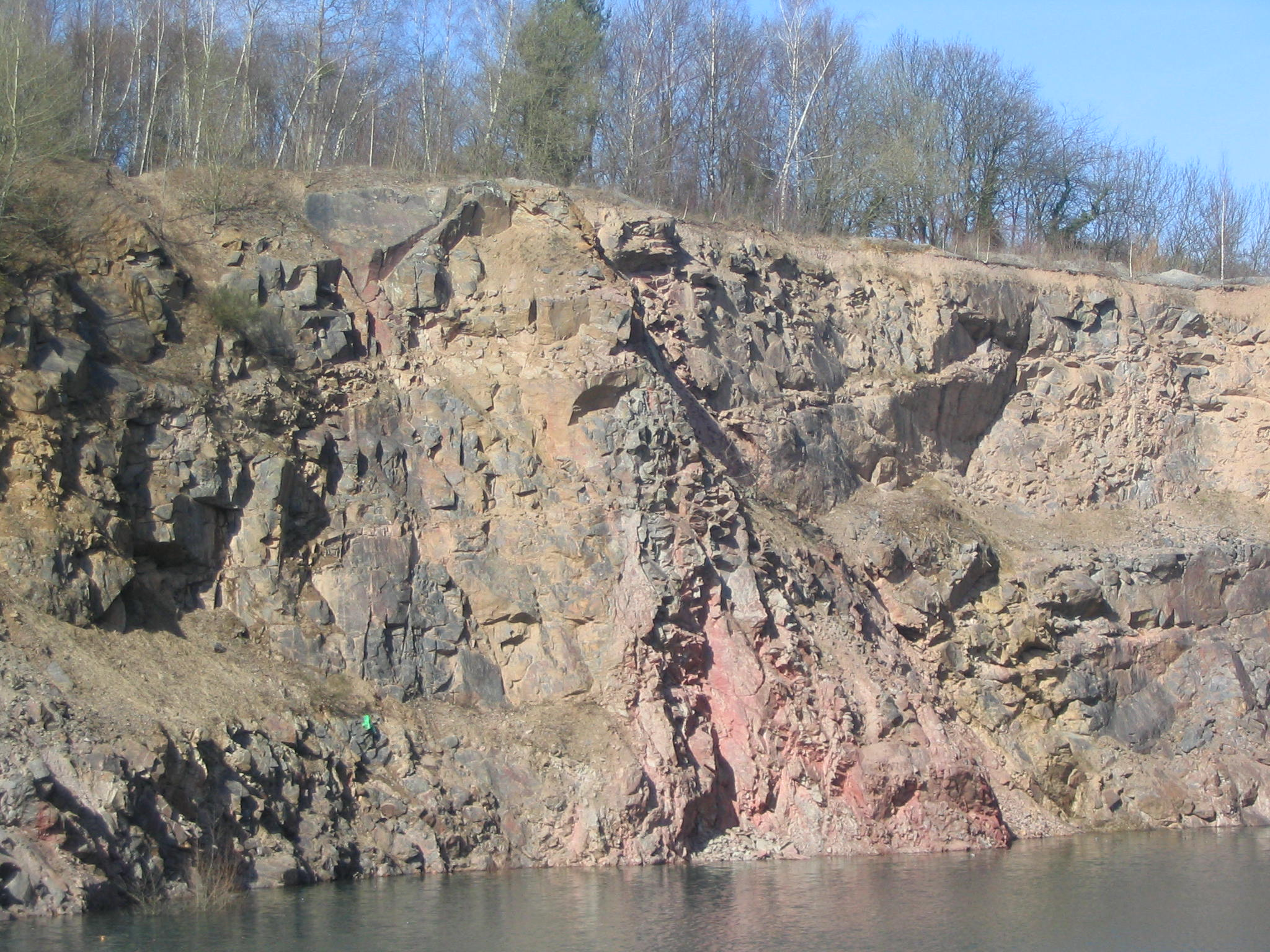
Am Gärtnerskopf bei Ober-Mengelbach mischten sich vor etwa 320 Millionen Jahren Hornblende-Biotit-Plagioklas-Gneis (Amphibolit) mit rötlichem Trommgranit.
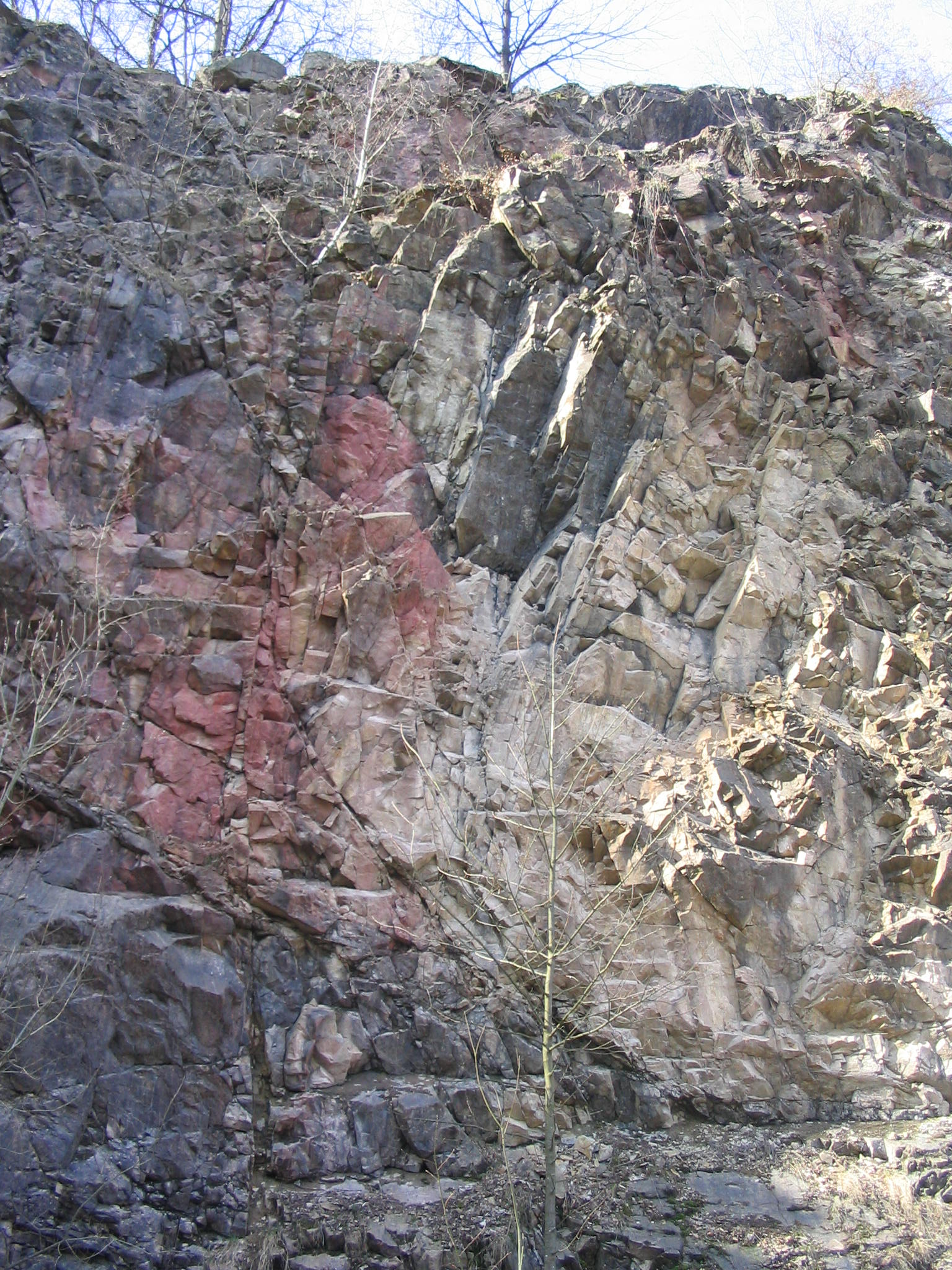
Die Mischgesteine aus Trommgranit und dunklem Amphibolit werden schlierenartig heller, grobkörniger und granitartiger.
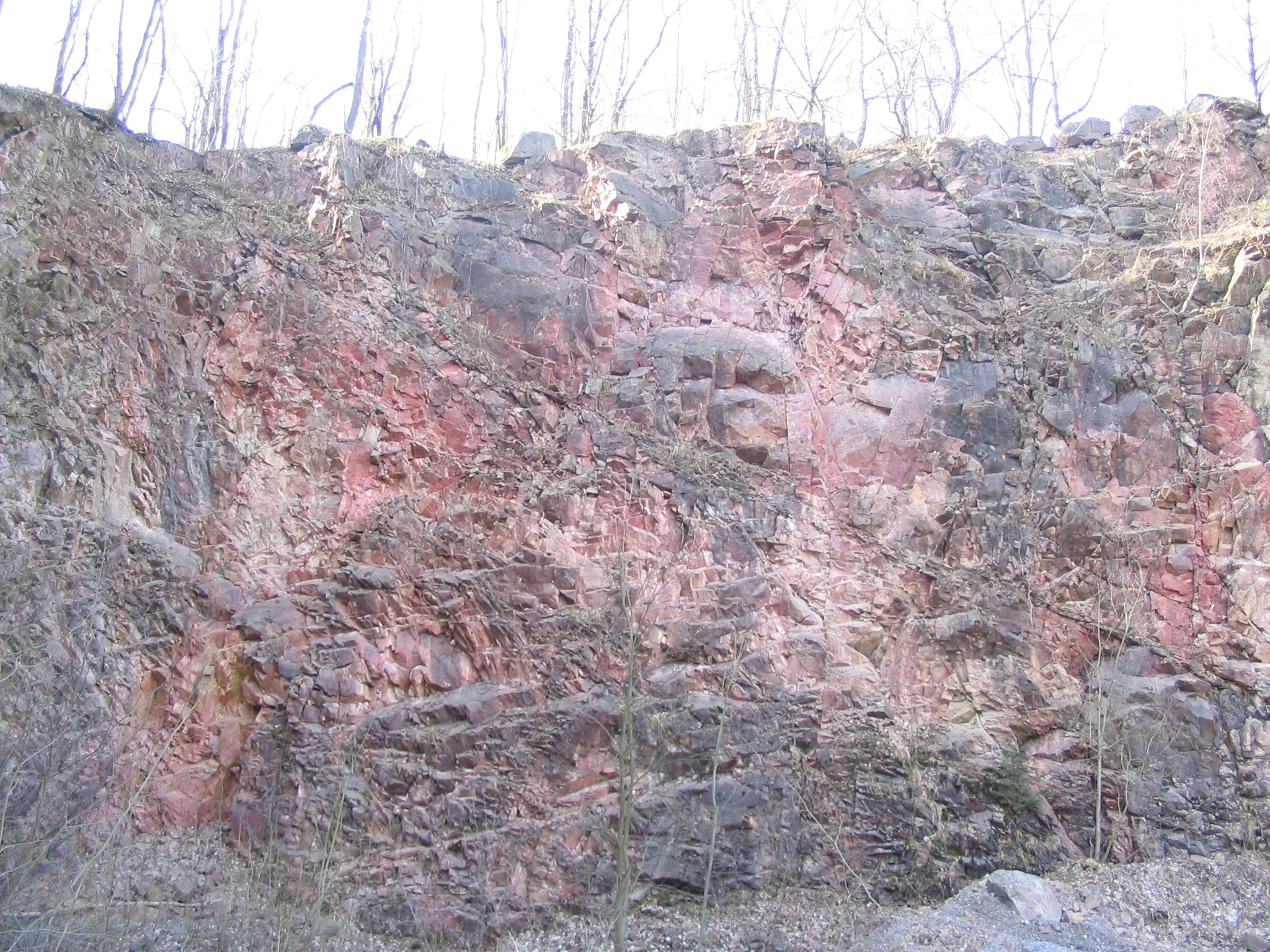
Granit Kalifeldspat-Blasten infiltrierten das Gneis-Grundgewebe.

- Nach Süden schließt sich, teilweise von einer Mischzone, dem sogenannten Schollenagglomerat, zwischen Weinheim und Wald-Michelbach getrennt, der mit dem Trommgranit verwandte und etwa gleichaltrige Heidelberger Granit an.[20] Das Schollenagglomerat ist ein Verband von Gesteinen, die im Zuge der Gebirgsbildung metamorphisiert und von Granitintrusionen aufgelöst wurden.[21]

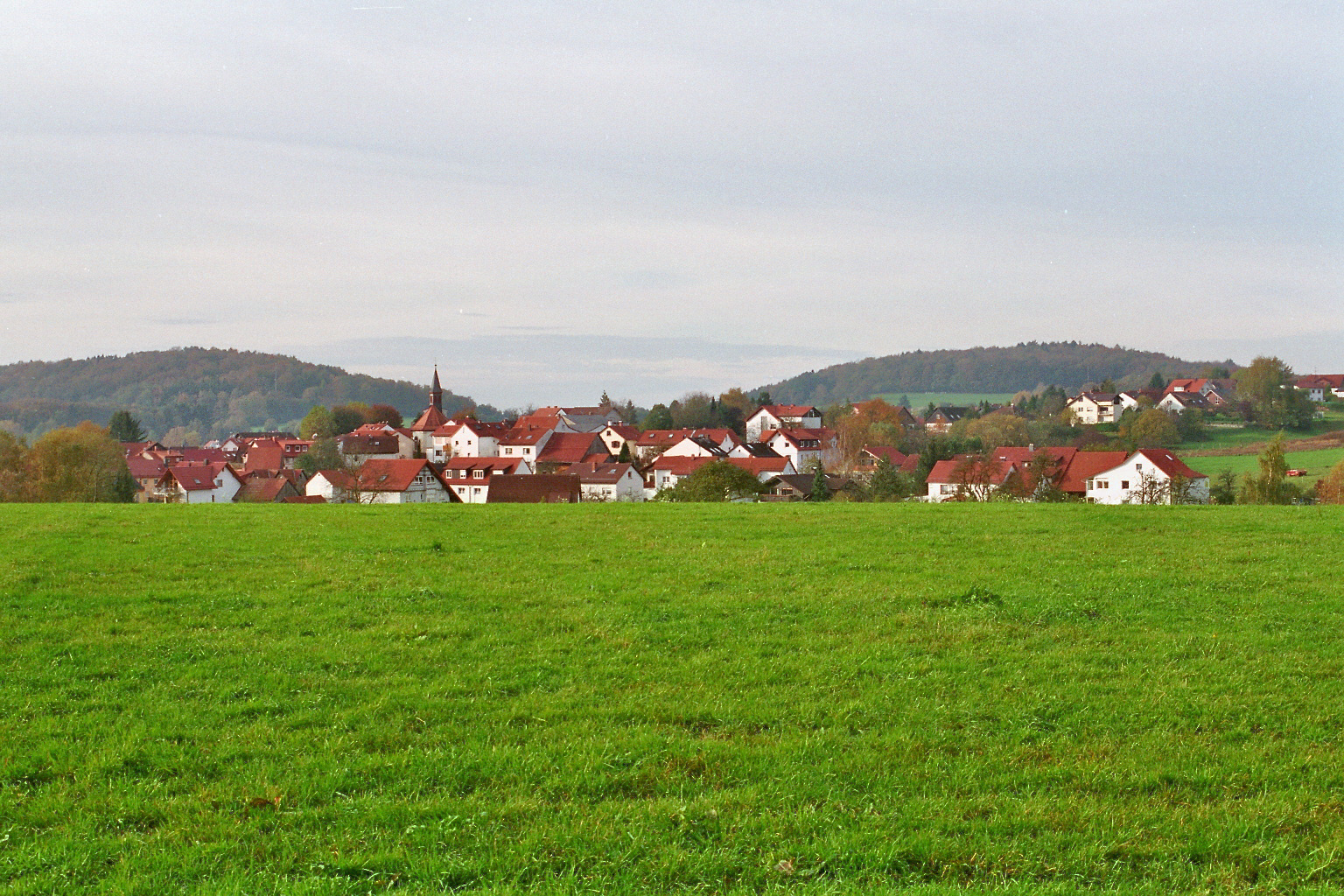
Blick von der Trommgranit- Hochfläche auf das Schollenagglomerat (Granodiorit, Granit, Diorit, Gneise in Durchtrümmerung) bei Ober-Abtsteinach: links der Waldskopf, rechts der Götzenstein
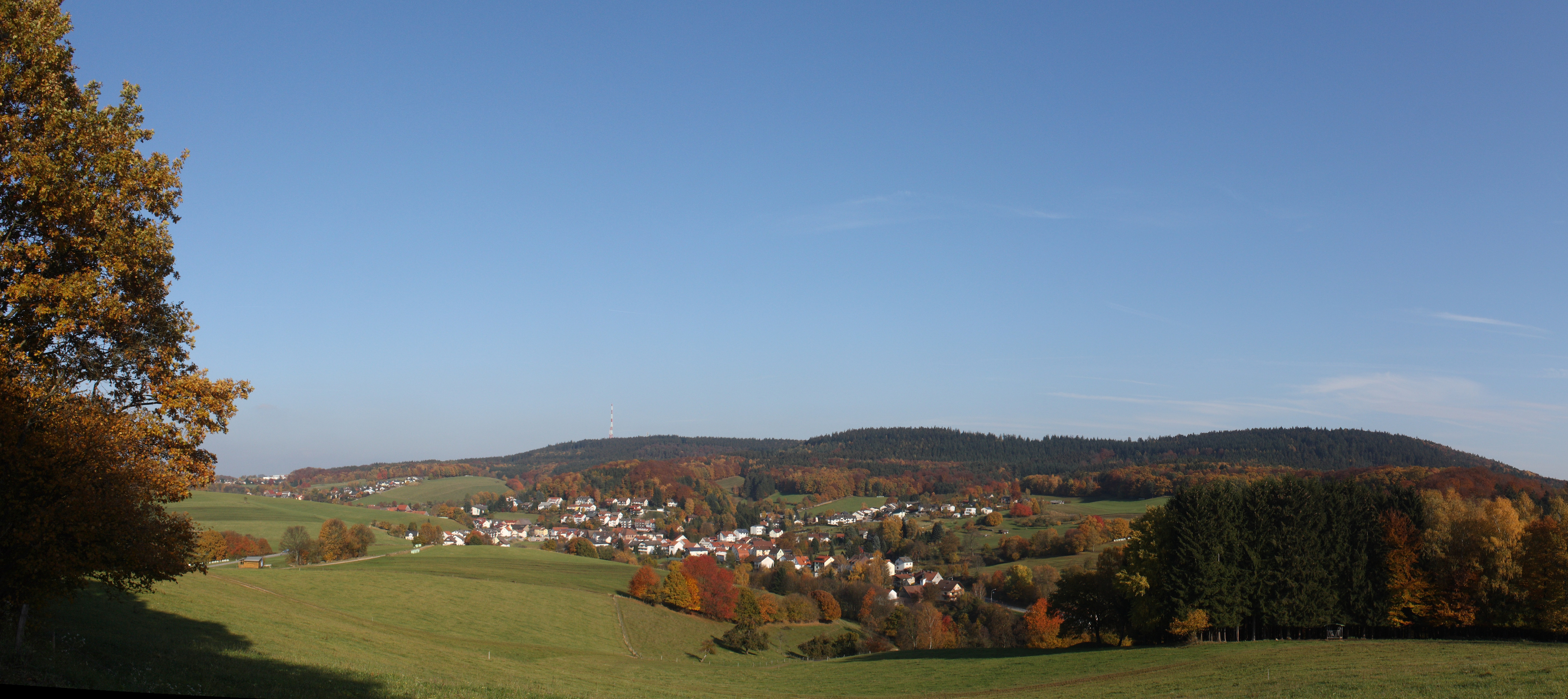
Unter-Abtsteinach vor der mittleren Buntsandsteinstufe des Hardbergs und der Stiefelhöhe
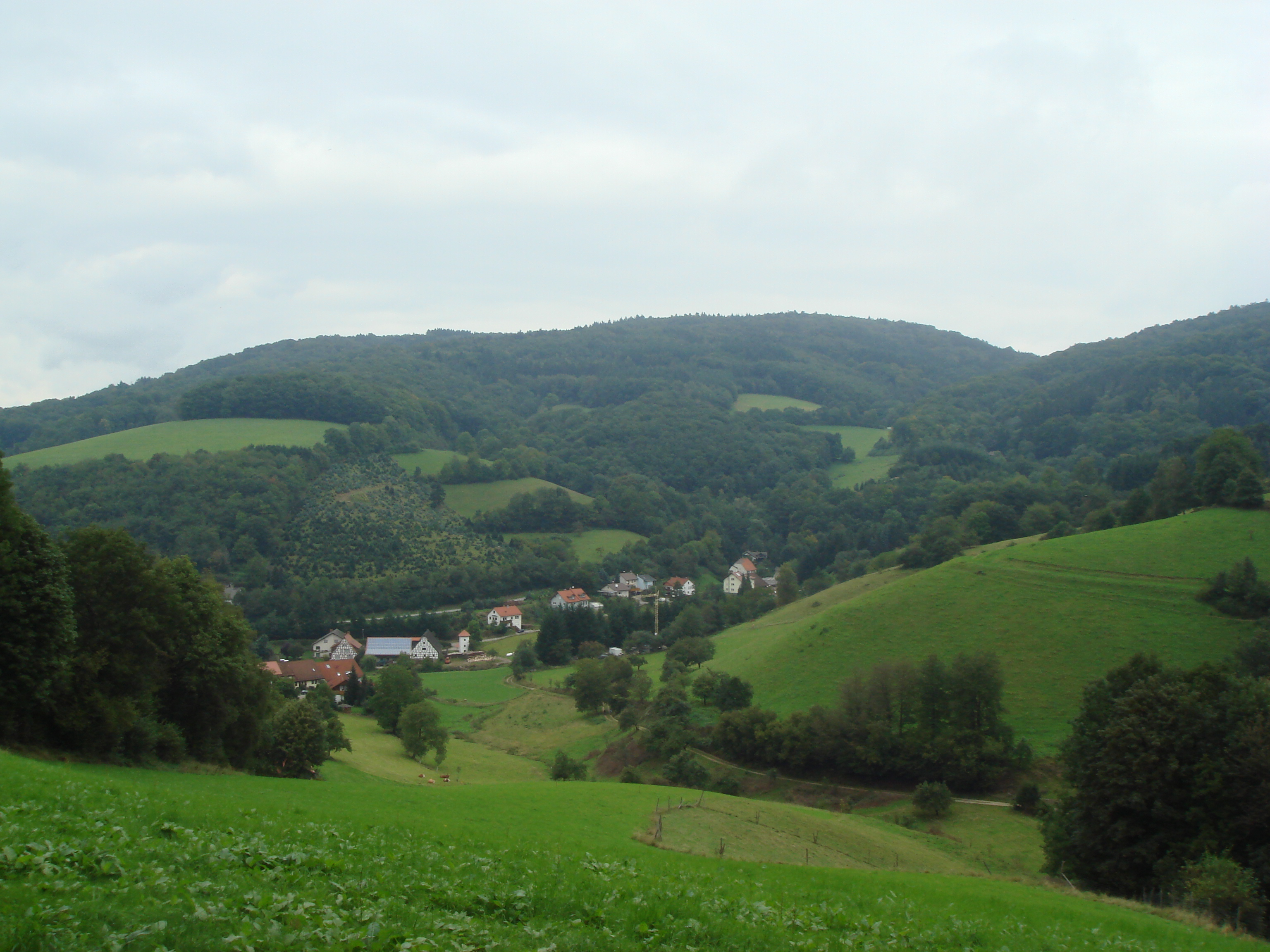
Waldskopf zwischen Löhrbach und Abtsteinach im Schollenagglomerat: pG-Gipfel, die Hänge aus Diorit und Gneis
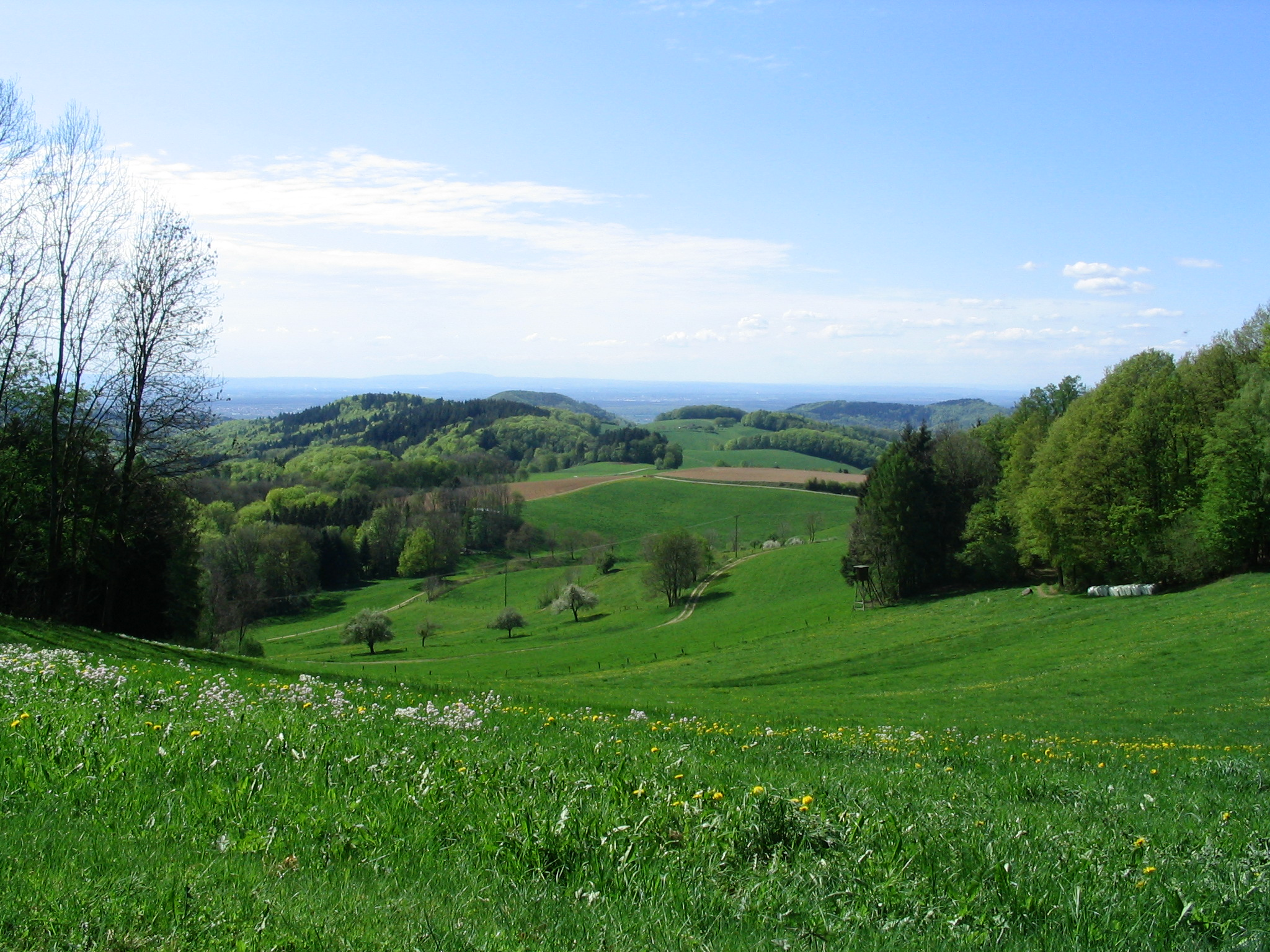
Hügel der Diorit-Granodiorit-Granit-Mischzone zwischen dem Kallstädter- und dem Gorxheimer-Tal (vom Waldskopf aus), im Hintergrund: Rheinebene und Pfälzer Bergland
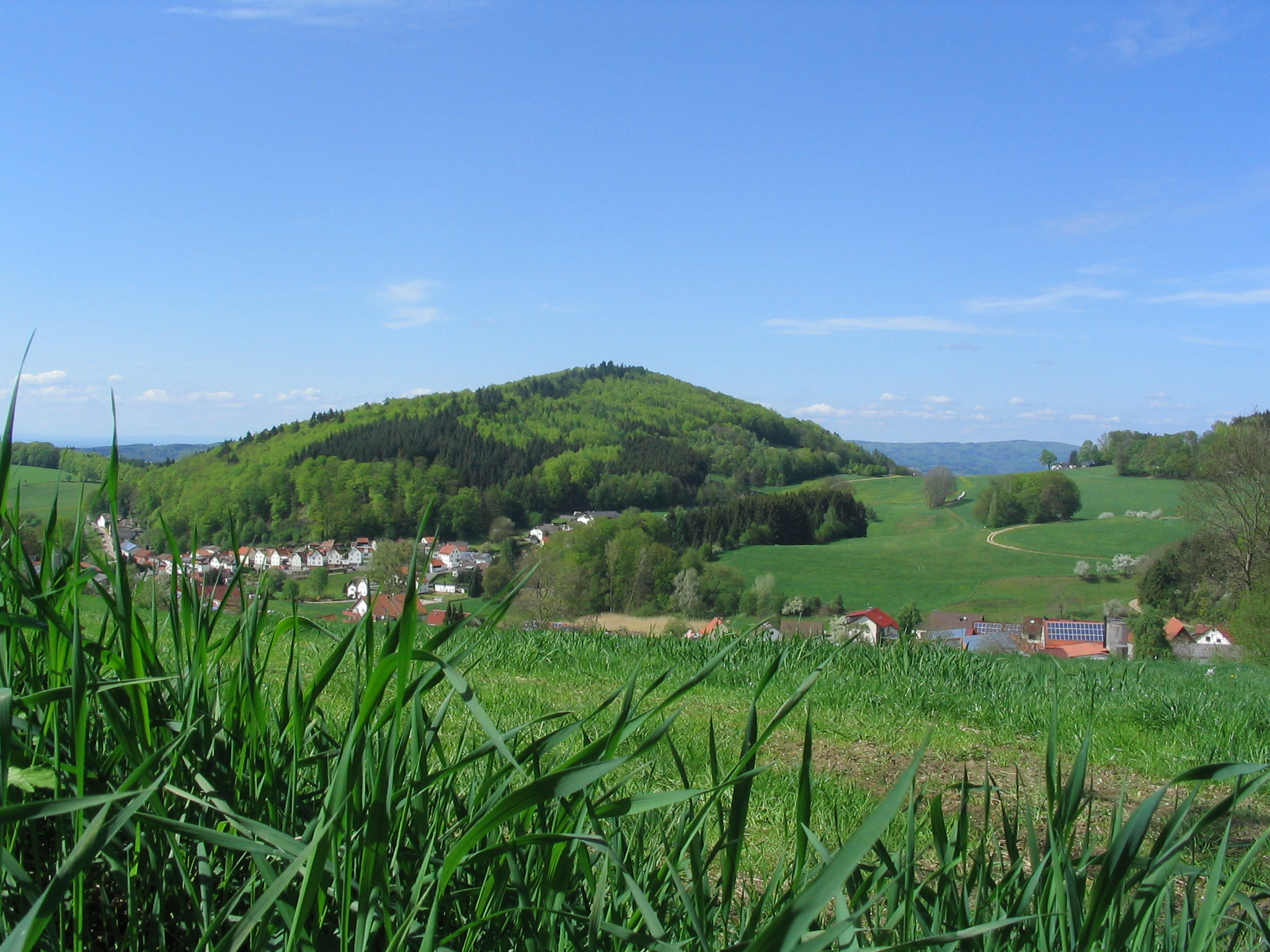
Kallstädter Tal und Kisselbusch im Mischgebiet nördlich Löhrbachs. Am Horizont die das Weschnitztal begrenzende Hügelkette Juhöhe-Hirschkopf

In der Fachliteratur werden sowohl die Entstehung der verschiedenen Formationen des kristallinen Odenwaldes wie auch die Abgrenzung gegenüber den benachbarten Einheiten in Verbindung mit den tektonischen Prozessen diskutiert. Unterschiedliche Auffassungen gibt es bezüglich der Abgrenzung der südlichen Granit- und Granodioritkomplexe gegenüber der zentralen →Flasergranitoidzone. Willner (1991) und Krohe (1994) beschreiben, wie Altherr, eine Störungszone (strike-slip zone) als Grenze zwischen der Flasergranitoidzone und dem Weschnitzpluton und betonen die Unterschiede der Intrusionsstrukturen: Im südlichen Teil des Bergsträßer Odenwalds treten die Intrusionen als große nach oben dringende Plutone auf, wohingegen sie der zentralen Region meistens eine enge und komplexe Verbindung eingehen. Deshalb teilen sie den Bergsträßer Odenwald in zwei unabhängige tektonisch-metamorphische Einheiten (unit 2 und unit 3). Stein dagegen fasst die Flasergranitoidzone mit Weschnitzpluton, Trommgranit und Heidelberger Granit zusammen, da er keine Störungszone ermitteln konnte.
Für diese Annahme sprechen v. a. Radiometrische Messungen von Kreuzer und Harre, Rittmann (1984) und Todt (1995). Sie zeigen weder eine bedeutende Zeitdifferenz zwischen den Intrusionen noch zwischen den Höhepunkten der Metamorphosen in beiden units: 235Uran/207Blei- und 238Uran/206Blei-Datierungen an Zirkonen von Metamorphiten, die aus Sedimenten entstanden sind, des zentralen (336–337 Mio. Jahre) und des südlichen Bergsträßer Odenwalds (342 Mio. Jahre, 332 Mio. Jahre) beziehen sich auf thermale Spitzen der regionalen Metamorphose. Die anschließende Abkühlungsgeschichte ist hergeleitet von Kalium-Argon- und 40Argon/39Argon-Werten von Hornblende (343-335 Mio. Jahre; 334 Mio. Jahre) und Biotit (328-317 Mio. Jahre; 330 Mio. Jahre). Die weitere Beweisführung ist unter Flasergranitoidzone aufgeführt.

## Das heutige Landschaftsbild
Zwischen den benachbarten geologischen Einheiten ist der Trommgranit in seinem Kernbereich auch morphologisch als Einheit zwischen Weschnitztal und Ulfenbachtal sichtbar.
Das heutige Landschaftsbild entwickelte sich im Tertiärzeitalter. Ausgelöst durch die Absenkung des Oberrheingrabens vor 45 Millionen Jahren zerbrachen Erschütterungen das Gebiet des heutigen Odenwaldes in Gebirgsblöcke und Gräben. Das andauernd absinkende Rheintal legte auch die Erosionsbasis für die Weschnitz und den Neckar und ihre Seitenbäche wie den Ulfenbach immer tiefer, so dass sich die Flüsse zunehmend ins Gestein einschnitten. Außerdem begünstigte das warmfeuchte Klima dieser Zeit die Verwitterung. So wurden nicht nur die mächtigen Buntsandstein- und Muschelkalkschichten, die sich im Mesozoikum auf dem Granitsockel des Gebirges abgelagert hatten (Weiteres unter Geologie des Odenwaldes), zerkleinert und durch die Flüsse erodiert, sondern ebenfalls der wieder freigelegte kristalline Bergrumpf.

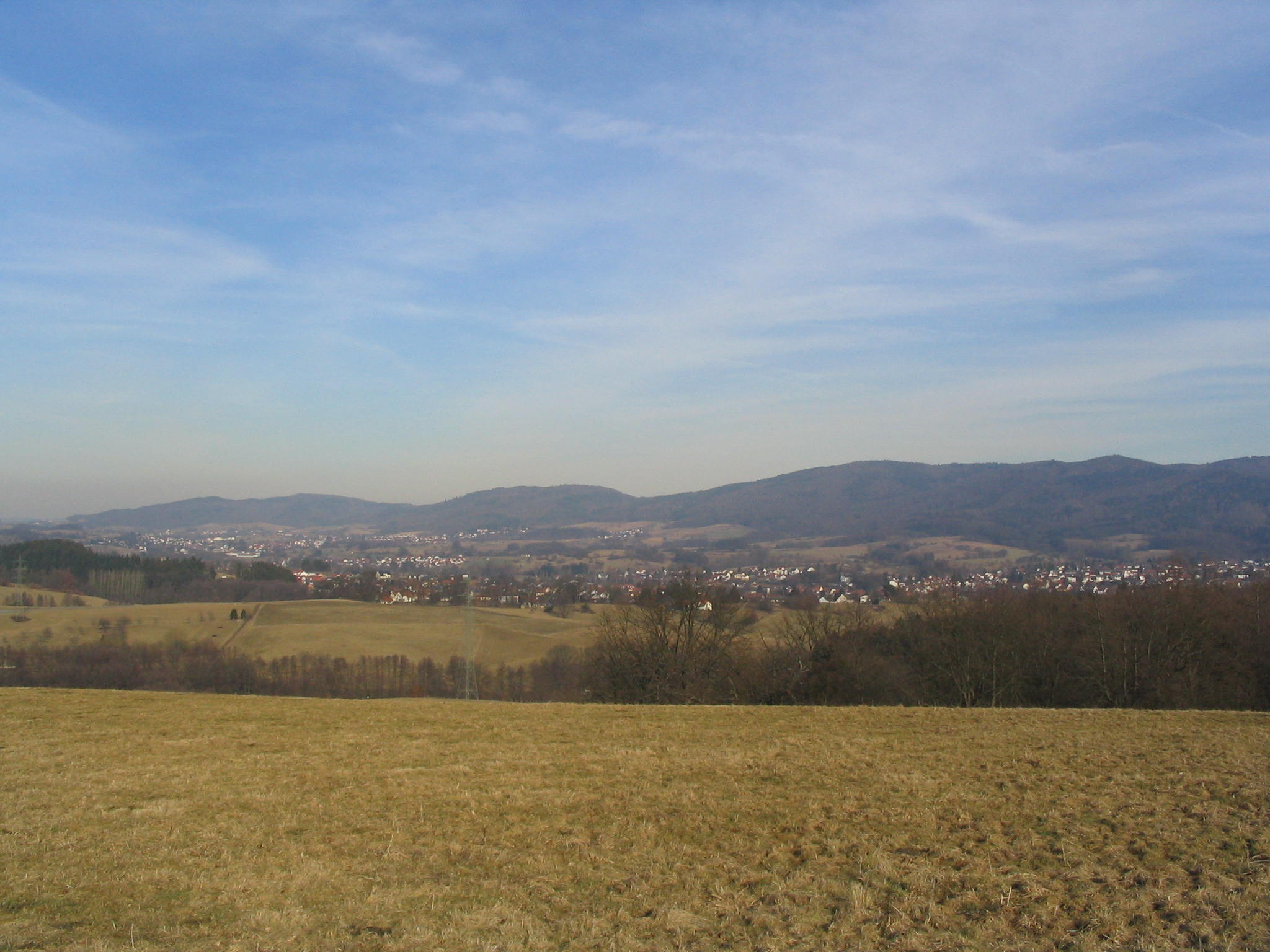
Nördliche Weschnitzpluton-Hügel (Richtung Fürth) mit nordöstlich abgrenzender Trommgranit-Kette (Großes Köpfchen – Wagenberg)
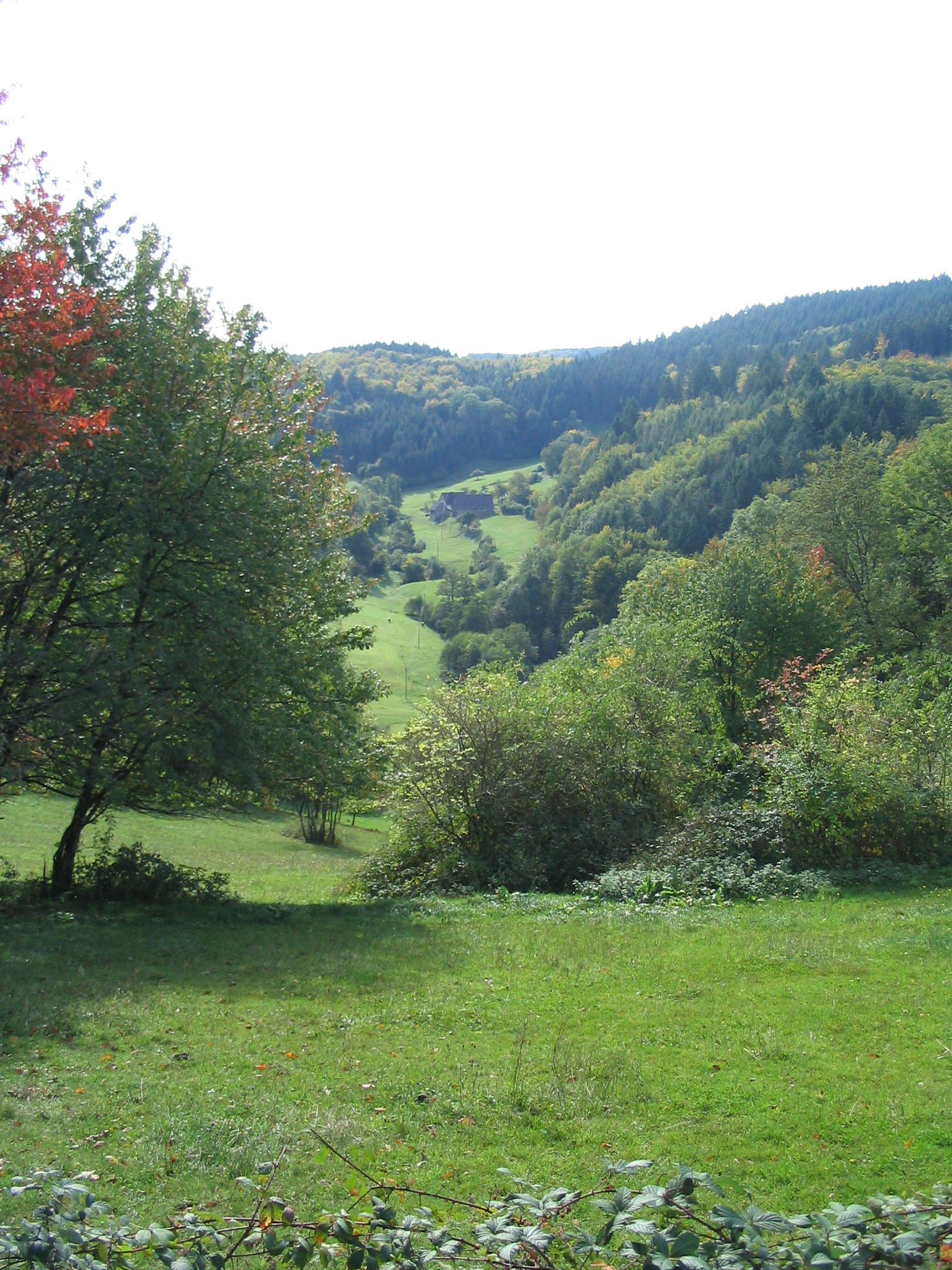
Südlich des Weschnitzdurchbruchs schnitt sich der Brombach in den Zwischenzone-Trommgranit-Berghang zwischen Eselstein (links) und Erzberg (rechts) ein.
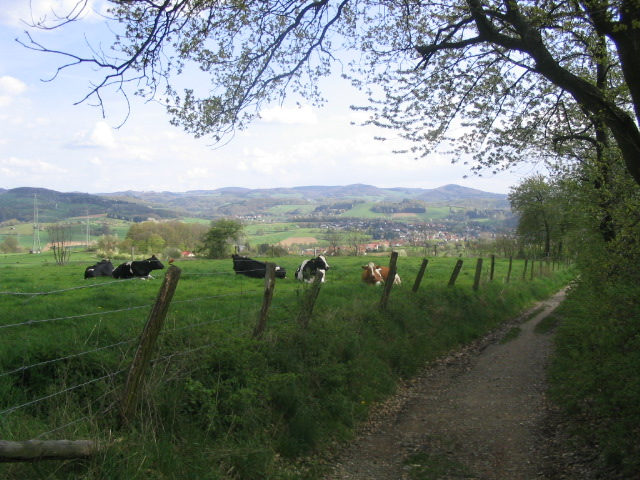
Der Tromm-Höhenzug von Groß-Breitenbach (Fohlenweide) aus: links das durch G2 durchtrümmerte Trommgranit-Gebiet im Bereich Schimmelberg – Kreidacher Höhe, in der Mitte im Hintergrund hinter dem Weiherer Tal die Buntsandsteinstufe bei Siedelsbrunn (Hardberg), rechts das Schollenagglomerat im Gebiet Götzenstein und Kisselbusch
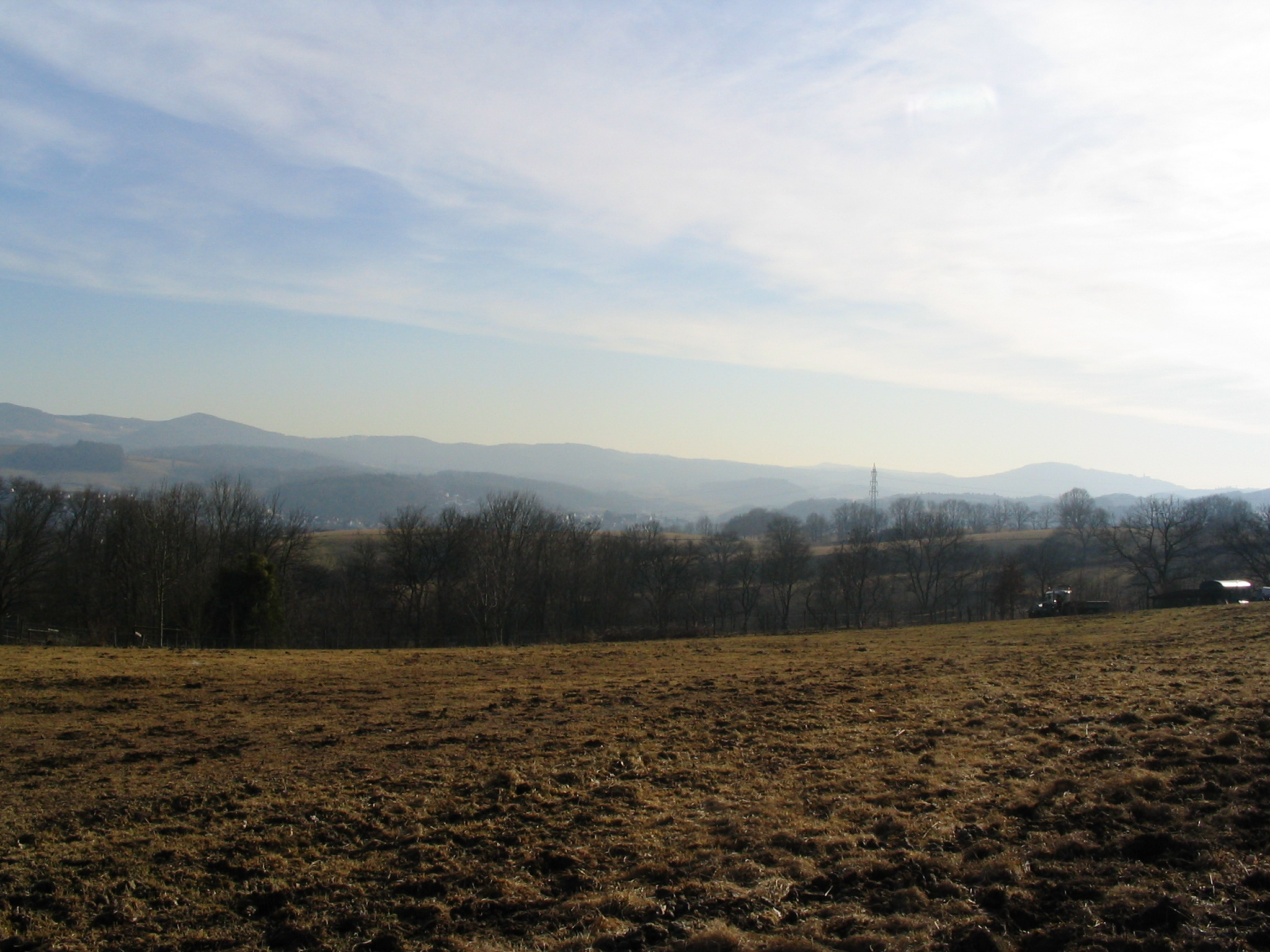
Weschnitzpluton-Hügel (Richtung Weinheim) vor Trommgranit-Granodiorit-Kette (Götzenstein) bis zum Rhyolith(Porphyr)-Wachenberg.
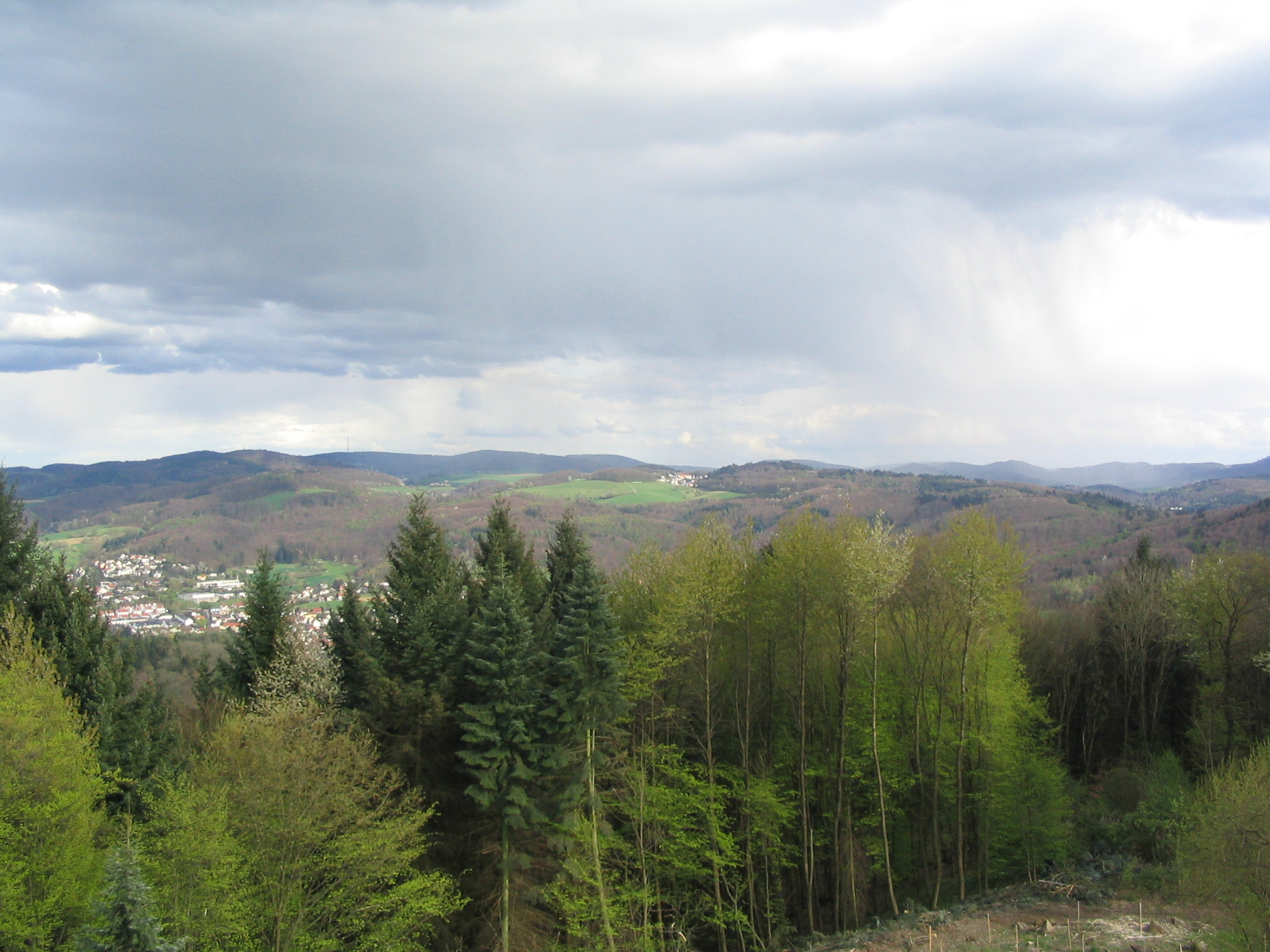
Blick vom Hirschkopf in die Mischzone zwischen Tromm- und Heidelberger-Granit: Kisselbusch, Götzenstein, Buntsandsteinstufe (Hardberg-Stiefelhöhe), Buchklingen zwischen Waldskopf und Geiersberg, Berge südlich des Gorxheimer-Tals (von links)

Der Steilhang des Trommrückens zum ca. 370 m tiefer liegenden Weschnitztal erklärt sich sowohl durch die besseren Verwitterungseigenschaften des Weschnitzplutons als auch durch Verwerfungslinien längs des Tals, an denen im Tertiär Schollen des Grund- und des Deckgebirges – wie am Rheingrabenrand – absanken. Darauf weisen bei Fürth unter dem Verwitterungsgrus erbohrte Buntsandsteine hin.
In diesem Zusammenhang entstanden die Granit-Felsburgen des Lindensteins und Wildleuthäusls auf der Tromm bzw. des Götzensteins (Naturdenkmale des Kreises Bergstraße s. u.): Die oberen Partien auf dem Höhenrücken zerrissen in Blöcke und die anschließende Chemische Verwitterung rundete sie ab (Wollsackverwitterung). Zuerst waren sie noch umgeben von einer bis 30 m tiefen Vergrusung, später spülten Regengüsse den Grus auf die Hänge (Hangschuttdecken) und ins Tal, wo ihn die Bäche abtransportierten, und legten die Granitfelsen frei, die in Auftauphasen Ende der Eiszeit auf dem Permafrostboden an den steilen Hängen zum Weschnitztal abwärts rutschten und Blockmeere bildeten, z. B. unterhalb des Fahrenbacher Kopfes und des Salzlackenbuckels.

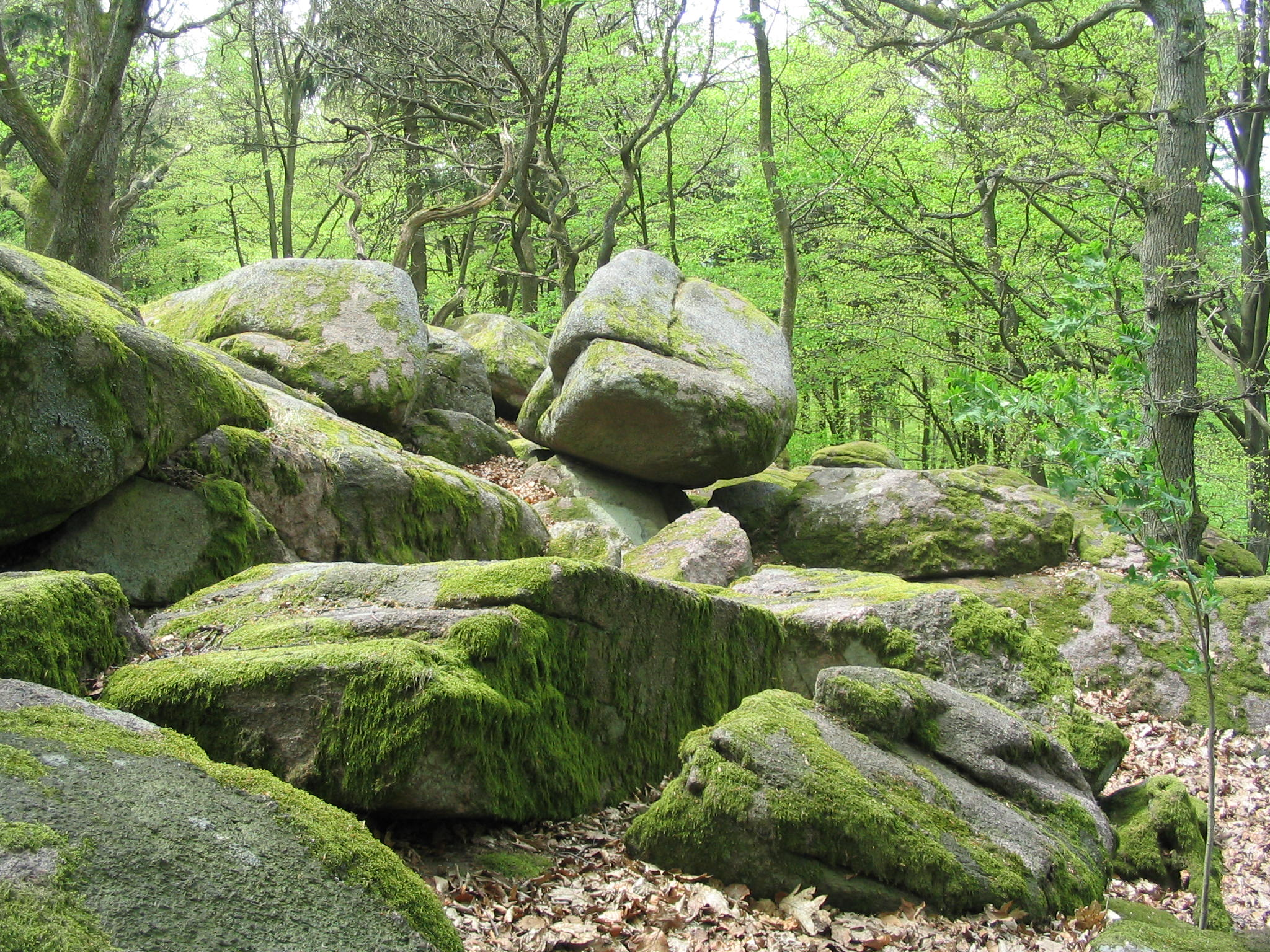
Am steil zum Weschnitztal hin abfallenden Trommhang findet man eine große Zahl mächtiger Felsburgen und Blockhalden, z. B. die Lindenstein-Trommgranit-Formation.
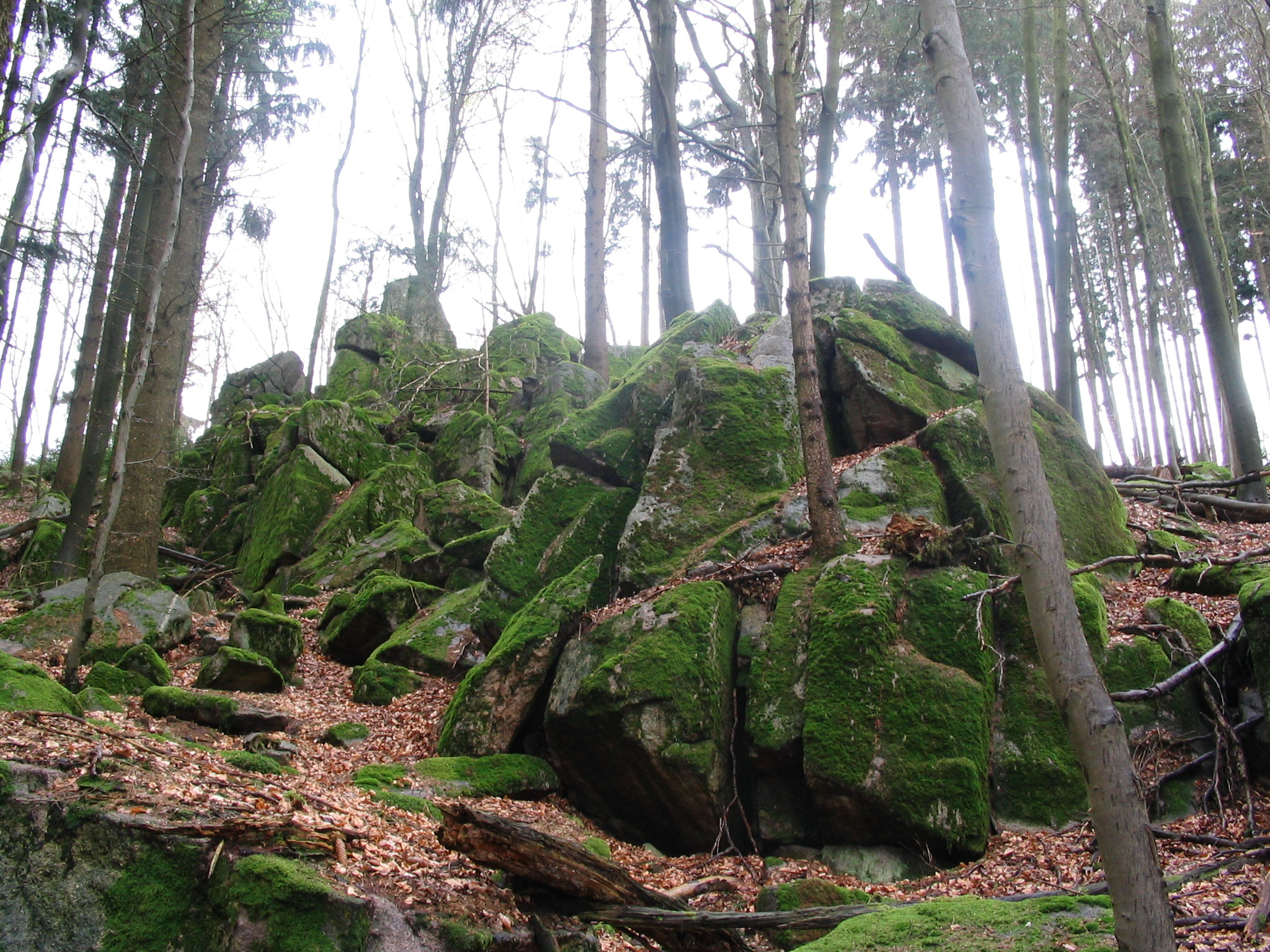
Ähnlich anderen Wildleuthäusl-Steinen sind auch die der Tromm mit der Sage verbunden, unter den Granitblöcken liege ein von wilden Männern bewachter Schatz verborgen.
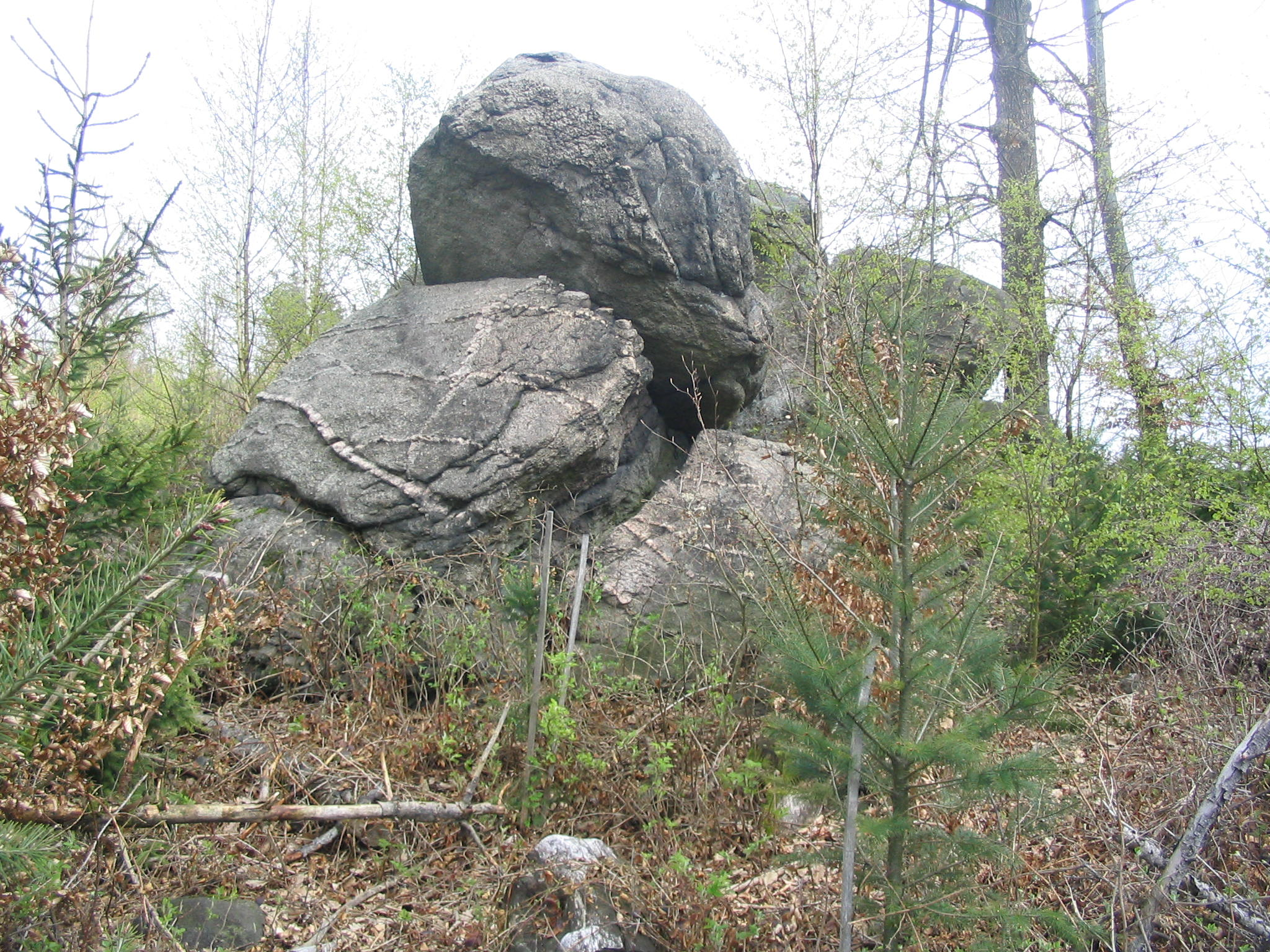
Eine weitere (auf dem Gebirgskamm zwischen Salzlackenbuckel und Wagenberg) der vielen Felsengruppen der Tromm fällt durch erodierte Spaltenfüllungen auf.
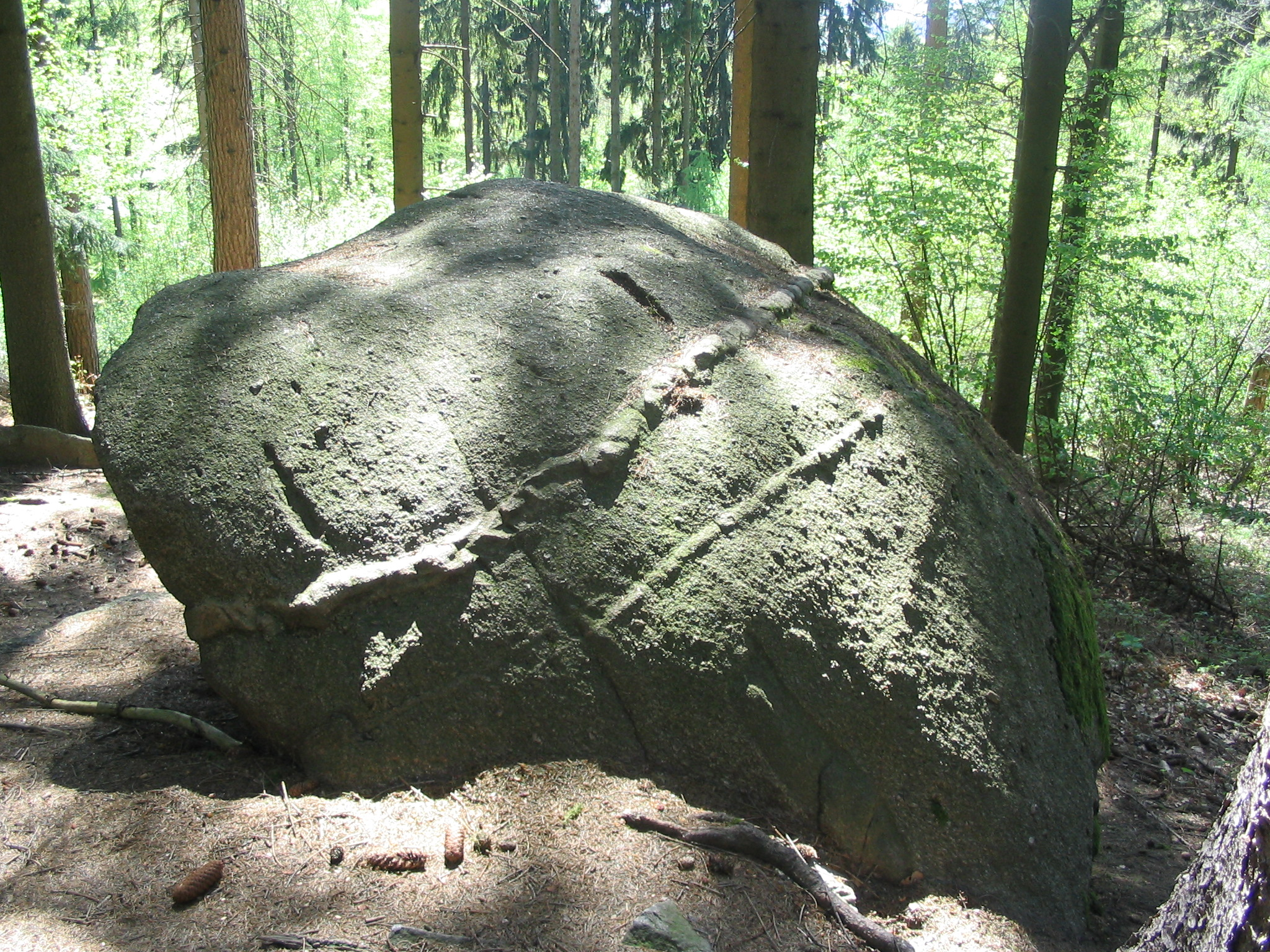
Der Teufelsstein liegt im Schollenagglomerat westlich des Waldskopfes. Nach einer Sage ist die Quarz-Spaltenfüllung der Abdruck der Kette, mit welcher der Teufel einst an den Felsen gefesselt war.
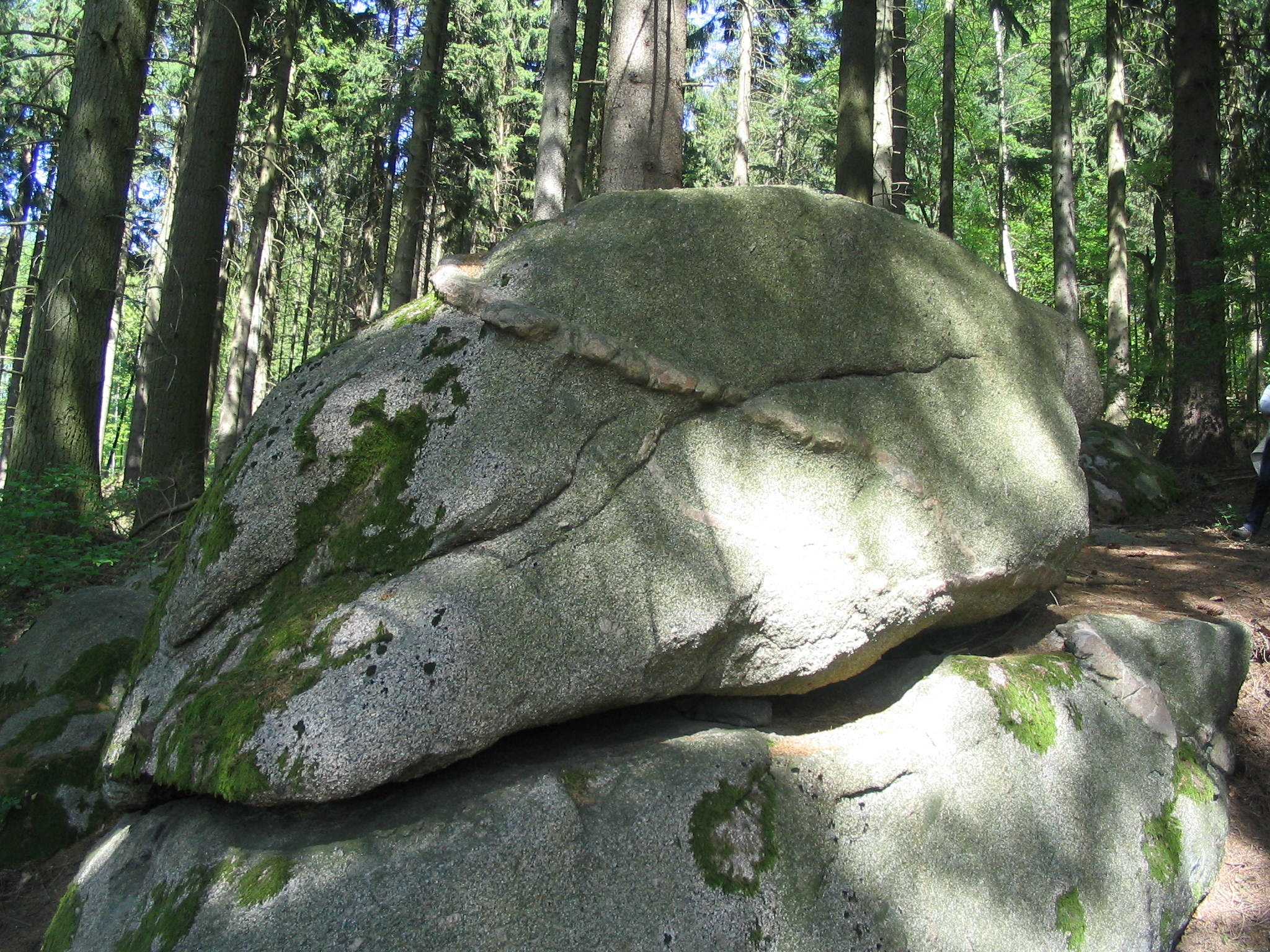
Beim Zerreißen der Kette soll die Spalte entstanden sein, welche das Band trennt.
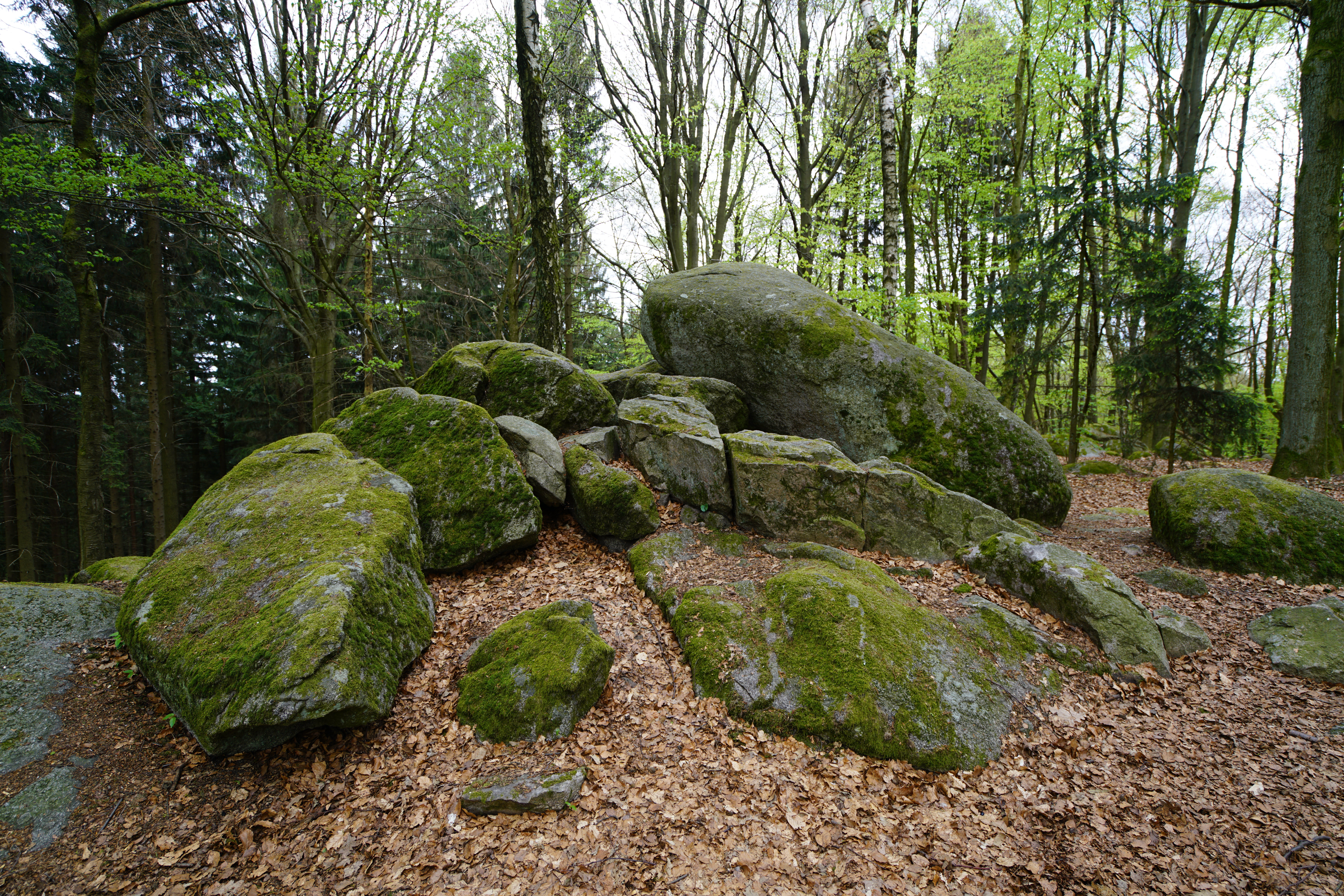
Granodiorit-Felsformation Götzenstein nordwestlich Ober-Abtsteinachs

## Naturdenkmäler
im Trommgranitgebiet und in mit dem Trommgranit verwandten benachbarten Granitformationen (Lindenfelser Granit)
- Götzenstein, nordöstlich Löhrbachs (Objekt-Nr. 431.4-51 der Liste der Naturdenkmale des Kreises Bergstraße)
- Riesenstein, 800 m südlich Löhrbachs (Nr. 431.4-52)
- Teufelsstein, 400 m südlich des Waldskopf-Gipfels (Nr. 431.8-22)
- Lindenstein etwa 600 m nördlich des Parkplatz Tromm (Nr. 431.19-41)
- Wildleuthäusl im Ruttersgrund etwa 200 m südwestlich des Parkplatzes Tromm (Nr. 431.19-51)
- Steinbruch Borstein etwa 500 m westlich des Salzlackenbuckes (Nr. 431.19-54)
- Steinbruch bei Mitlechtern etwa 500 m südlich des Sportplatzes (Nr. 431.19-61)
- Granitfelsen bei der Huy’schen Mühle am Ulfenbach etwa 100 m südlich des ehemaligen Coronet-Werks (Nr. 431.21-112)
- Wilhelmsruhe auf der Schenkenburg bei Lindenfels,[29] (431.15-41)

## Karten und Profile

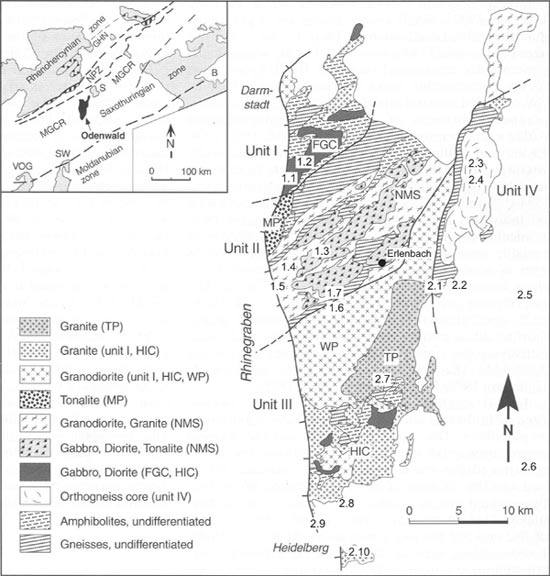
Geologische Karte des Odenwaldes (aus: Altherr, 1999)
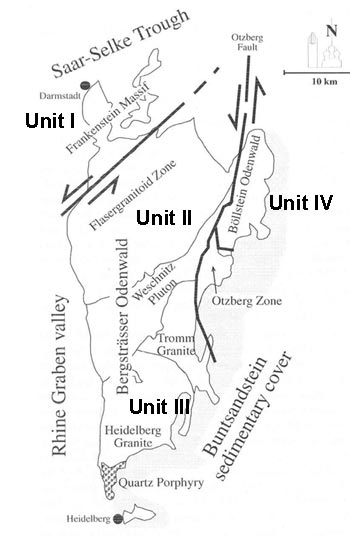
Geologische Karte des Odenwaldes (aus: Stein, 2001)
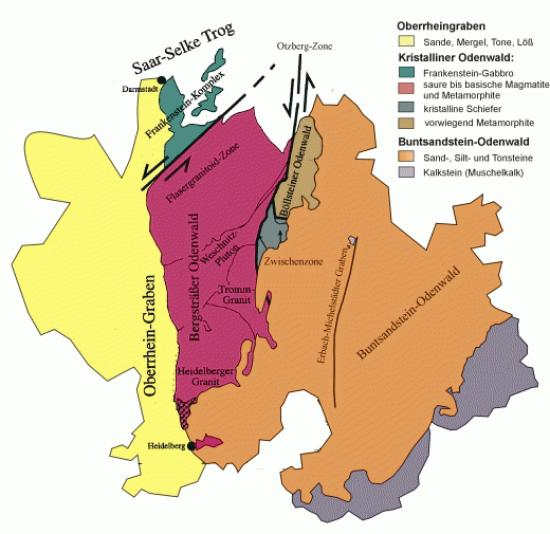
Geologische Karte des Odenwaldes (Stein, 2001 + Weber, Geo-Naturpark)
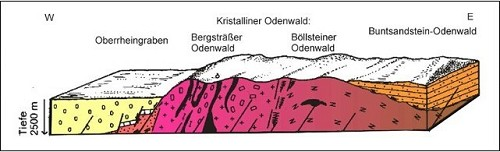
Geologisches Profil des Odenwaldes (Geo-Naturpark)
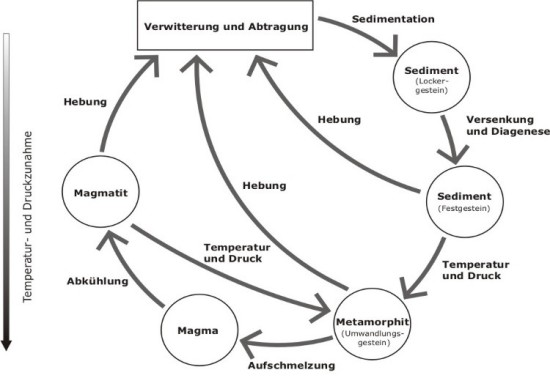
Kreislauf der Gesteine (Geo-Naturpark)
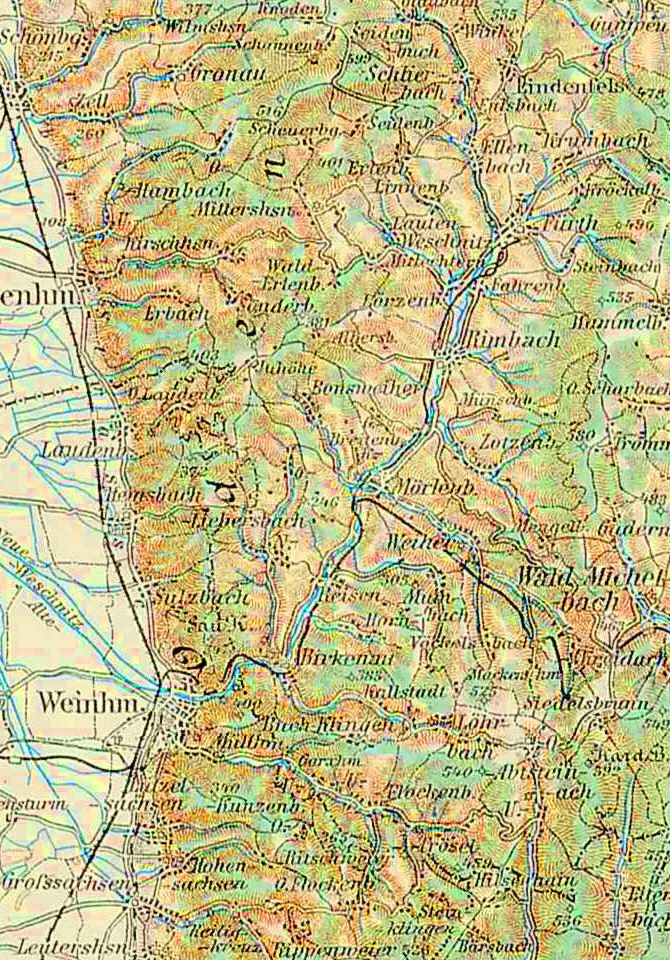
Landkarte (1914) der Regionen des Trommgranits und des Weschnitzplutons. Weitere kartographische Darstellungen und Luftaufnahmen